# Râul Sichevița
Râul Sichevița este un curs de apă, afluent al râului Camenița. 

## Hărți
- Harta Județului Caraș-Severin